# Aberdeen (pel·lícula)
Aberdeen és una pel·lícula noruego-britànica dirigida per Hans Petter Moland i protagonitzada per Stellan Skarsgård, Lena Headey i Charlotte Rampling.

## Argument
L'advocada Kaisa Heller, acabada de promocionar, no té cap aparent sentiment emocional, preferint trobades sense nom amb homes. Queda sorpresa en rebre una trucada de Helen, la seva mare moribunda, amb una petició final per veure el seu pare Tomas a l'hospital. La pel·lícula és una mica una road movie amb trobades pel camí, alguns enfrontaments, com esbojarrats que assetgen el seu pare, tot i que algunes són romàntiques, com el camioner Clive que Kaisa intenta utilitzar, però en comptes d'això s'hi troba lligada. El que va començar com una tasca inevitable, potser l'última que mai no haurà pogut esquivar, esdevé un nou començament en la seva vida.

## Repartiment
- Stellan Skarsgård - Tomas Heller
- Jean Anderson - Kaisa, de jove
- Lena Headey - Kairo 'Kaisa' Heller
- Charlotte Rampling - Helen
- Ian Hart - Clive
- Louise Goodall - Sara
- Jason Hetherington - Perkins
- Kate Lynn Evans - Emily
- John Killoran - Blake
- Fergis McLarnon - Eric
- Anders T. Andersen - Oficial de duana
- Nina Andresen Borud - Encarregat de Vol
- Henriette Steenstrup - Empleat del lloguer del cotxe
- Kari Simonsen - Cambrera
- J.J. Mckeown - Noi a la porta
- Jan Grønli - Granbakken
- Gard Eidsvold - Home desagradable

## Premis
- 2000: Premis de Cinema Europeu: Nominat a Millor actor (Stellan Skarsgård)
- 2000: Festival Internacional Karlovy Vary: Millor actor (Stellan Skarsgård)